# Esomus thermoicos
Esomus thermoicos és una espècie de peix cipriniforme de la família dels ciprínids.

## Morfologia
Els mascles poden assolir els 12,7 cm de longitud total.

## Distribució geogràfica
Es troba a l'Índia i Sri Lanka.